# 外汇
外匯主要是指外國貨幣，同時還包括以外國貨幣表示的用以進行國際結算的支付手段。結算衍生出來的比率就叫匯率。

## 定义
國際貨幣基金組織對外匯的定義是：外匯是貨幣行政當局（中央銀行、貨幣機構、外匯平準基金組織及財政部）以銀行存款、財政部庫券、長短期政府證券等形式所保有的在國際收支逆差時可以使用的債權。
《中华人民共和国外汇管理条例》规定：

第三条　本条例所称外汇，是指下列以外币表示的可以用作国际清偿的支付手段和资产：
　　（一）外币现钞，包括纸币、铸币；
　　（二）外币支付凭证或者支付工具，包括票据、银行存款凭证、银行卡等；
　　（三）外币有价证券，包括债券、股票等；
　　（四）特别提款权；
　　（五）其他外汇资产。